# Rheum yunnanense
Rheum yunnanense Sam. – gatunek rośliny z rodziny rdestowatych (Polygonaceae Juss.). Występuje naturalnie w północnej Mjanmie oraz Chinach (w północno-zachodniej części Junnanu). 

## Morfologia
PokrójBylina dorastająca do 30–60 m wysokości.
LiścieMają nerkowaty kształt. Mierzą 8–16 cm długości oraz 8–14 cm szerokości. Blaszka liściowa jest całobrzega, o niemal sercowatej nasadzie i spiczastym wierzchołku. Ogonek liściowy jest owłosiony i osiąga 5–8 cm długości. Gatka jest błoniasta.
KwiatyZebrane w wiechy, rozwijają się na szczytach pędów. Listki okwiatu mają owalny lub eliptyczny kształt i purpurową barwę, mierzą 3–4 mm długości.
OwoceMają eliptyczny kształt i czerwono-purpurową barwę, osiągają 13 mm długości.

## Biologia i ekologia
Rośnie na terenach skalistych. Występuje na wysokości około 4000 m n.p.m. Kwitnie od lipca do sierpnia.